# Schwedische Gebärdensprache
Die schwedische Gebärdensprache (schwedisch Svenskt teckenspråk, kurz: STS) ist die offizielle Gebärdensprache der gehörlosen Menschen in Schweden. In Schweden ist es umgangssprachlich bekannt als  teckenspråk.
Es ist gemäß dem schwedischen Reichstagsbeschluss von 1981 keine offiziell anerkannte Minderheitensprache. Damit wird dem Umstand Rechnung getragen, dass es zwar eine selbstständige Gebärdensprache mit eigener, von der gesprochenen Sprache abweichender Grammatik und spezieller nationaler schwedischer Ausprägung ist, allerdings nicht dieselben Rechte auf Schutz und Förderung erhält wie offizielle Minderheitensprachen.
Die schwedische Gebärdensprache ist nicht zu verwechseln mit dem tecknad svenska („gebärdetes Schwedisch“), das lediglich die schwedische Lautsprache und ihrer grammatische Abfolge mit jeweils einem Zeichen für jedes Einzelwort darstellt. Da von Kind auf taube Menschen in Schweden (wie in vielen anderen Ländern gleichermaßen) vielfach nicht mit der gesprochenen Sprache aufwachsen konnten, wird auch 1:1 gebärdete schwedische Sprache nur schwer verstanden.